# Lucía García
Pour les articles homonymes, voir García.
Cet article concerne la sportive. Pour l'actrice, voir Llúcia Garcia.
Lucía García Córdoba, née le 14 juillet 1998 à Barakaldo, est une footballeuse internationale espagnole, évoluant au poste d'attaquante au CF Monterrey.

## Carrière

### En club

#### Athletic Club Bilbao
Elle rejoint l’Athletic Club Bilbao en 2013, jouant initialement pour leurs équipes de jeunes. Elle a fait ses débuts seniors pour l’équipe principale de l’Athletic Club en 2016, devenant une joueuse importante de l’équipe. Pendant son séjour à l’Athletic Club, García a montré ses talents d’attaquante, connue pour sa vitesse et ses capacités techniques. Elle a joué avec le club jusqu’en 2022, faisant plus de 100 apparitions et marquant de nombreux buts. Elle quitte le club en 2022.

#### Manchester United (2022-2024)
En juillet 2022, García a signé avec Manchester United en FA Women’s Super League (WSL). Elle a fait partie des efforts de l’équipe pour concourir au plus haut niveau du football anglais et européen. Son mandat à Manchester United l’a vue se développer davantage et contribuer de manière significative aux prouesses offensives de l’équipe. Elle quitte le club en juin 2024.

#### Monterrey
À partir de juin 2024, García devrait rejoindre Monterrey.

#### En sélection
Lucia García a fait ses débuts en équipe nationale espagnole le 2 mars 2018 lors d'un match contre la Belgique.
Lors de la Coupe du Monde 2019, elle inscrit un but contre l'Afrique du Sud lors du premier match de poule, permettant à l'Espagne de s'imposer 3-1.

## Vie privée
García est née à Barakaldo, au Pays basque  mais a passé la majeure partie de sa vie à Aller, dans les Asturies.

## Palmarès

### En club
Manchester United
- Vainqueur de la Coupe d'Angleterre en 2024.
- Finaliste de la Coupe d'Angleterre en 2023.

### En sélection
- Championnat d'Europe féminin des moins de 17 ans de l'UEFA : 2015, finaliste: 2016
- Championnat d'Europe féminin des moins de 19 ans de l'UEFA : 2017

## Source de la traduction
- (en) Cet article est partiellement ou en totalité issu de l’article de Wikipédia en anglais intitulé « Lucía García » (voir la liste des auteurs).